# كارين سيلكوود
كارين سيلكوود (بالإنجليزية: Karen Silkwood)‏ عاملة تقنية لدى محطة نووية وناشطة في اتحاد العمال، ولدت 19 فبراير 1946 ماتت بتاريخ 13 نوفمبر 1974، وقد تم تصوير فيلم عن حياتها سنة 1983 من بطولة ميرل ستريب بعنوان سيلكوود

## روابط خارجية
- كارين سيلكوود على موقع IMDb (الإنجليزية)
- كارين سيلكوود على موقع الموسوعة البريطانية (الإنجليزية)
- كارين سيلكوود على موقع إن إن دي بي (الإنجليزية)